# Estigmene mexicana
Estigmene mexicana är en fjärilsart som beskrevs av Walker 1865. Estigmene mexicana ingår i släktet Estigmene och familjen björnspinnare. Inga underarter finns listade i Catalogue of Life.